# Acanthopagrus vagus
Acanthopagrus vagus és una espècie de peix pertanyent a la família dels espàrids.

## Descripció
- Pot arribar a fer 26,2 cm de llargària màxima.
- 6-7 espines i 10-12 radis tous a l'aleta dorsal i 3 espines i 8 radis tous a l'anal.
- 3 fileres i mitja d'escates entre la base de la cinquena espina de l'aleta dorsal i la línia lateral.
- Dents molariformes ben desenvolupades en ambdues mandíbules.[4][5]

## Hàbitat
És un peix marí, demersal i de clima tropical.

## Distribució geogràfica
Es troba a l'oceà Índic occidental: Sud-àfrica i el sud de Moçambic.

## Observacions
És inofensiu per als humans.